# Pitgam
Pitgam – miejscowość i gmina we Francji, w regionie Hauts-de-France, w departamencie Nord.
Według danych na rok 1990 gminę zamieszkiwało 921 osób, a gęstość zaludnienia wynosiła 39 osób/km² (wśród 1549 gmin regionu Nord-Pas-de-Calais Pitgam plasuje się na 587. miejscu pod względem liczby ludności, natomiast pod względem powierzchni na miejscu 33.).